# Estatua de la Niña de los Peines (Sevilla)

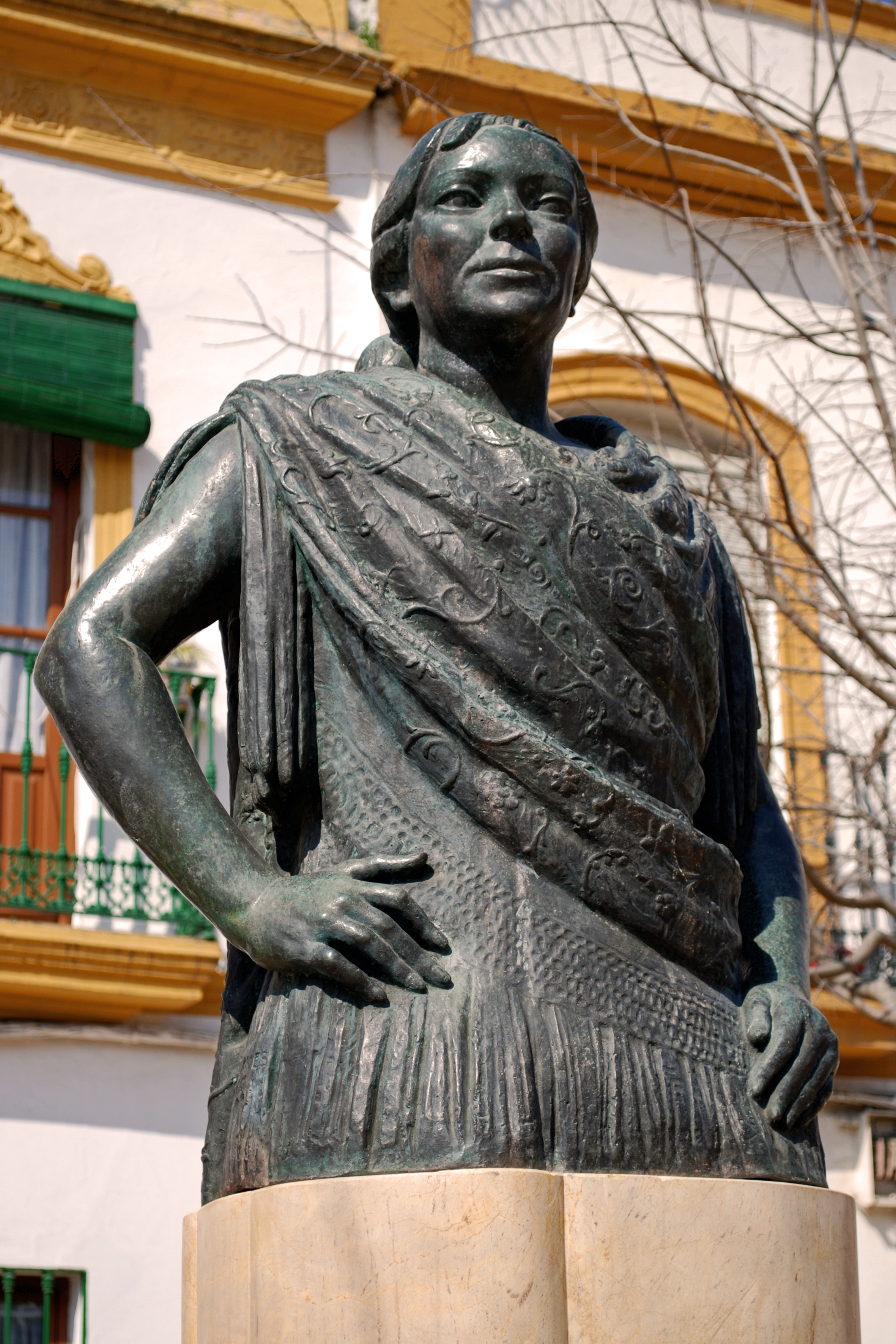
Estatua de La Niña de los Peines en la Alameda de Hércules.

La estatua de la Niña de los Peines es un monumento urbano dedicado a la cantaora de flamenco La Niña de los Peines (1890-1969), realizado por Antonio Illanes en 1968, y situado en la Alameda de Hércules, en Sevilla (Andalucía). 
La homenajeada, Pastora María Pavón Cruz, conocida con el sobrenombre de la Niña de los Peines por vivir en la calle del mismo nombre, en Sevilla, está considerada como una de las voces más importantes en la historia del flamenco.
El monumento está realizado en bronce y representa a la cantaora de medio cuerpo, envuelta en un mantón de Manila; en su pedestal aparecían los nombres de los principales palos del flamenco: soleá, petenera, seguirilla y bulería. Su construcción fue promovida por la tertulia flamenca de Radio Sevilla.